# Републикански път III-7301
Републикански път IIІ-7301 е третокласен път, част от Републиканската пътна мрежа на България, преминаващ по територията на Шуменска и Варненска област. Дължината му е 31,2 km.
Пътят се отклонява наляво при 11,5 km на Републикански път II-73 северозападно от село Ивански, минава през центъра на селото и се насочва на югоизток, като по цялото си протежение следва долината на река Голяма Камчия. Преминава последователно през селата Кълново, Янково и Желъд и навлиза във Варненска област. Тук преминава през селата Арковна и Партизани и източно от последното се свързва с Републикански път III-208 при неговия 44,1 km.
| Пътища, отклоняващи се надясно (населено място, № на пътя, посока на пътя) | km   | Пътища, отклоняващи се наляво (посока на пътя, № на пътя, населено място) |
| -------------------------------------------------------------------------- | ---- | ------------------------------------------------------------------------- |
| Община Шумен, Област Шумен, II-73, 11,5 km ←                               | 0,0  | ← 11,5 km, II-73, Област Шумен, Община Шумен                              |
| (за 13,4 km на II-73) общински път, с. Ивански ←                           | 2,2  | с. Ивански                                                                |
| Община Смядово                                                             | 5,3  | Община Смядово                                                            |
| (за 19,8 km на II-73) общински път, с. Кълново ←                           | 5,5  | с. Кълново                                                                |
| (за с. Бял бряг) общински път, с. Янково ←                                 | 13,3 | с. Янково                                                                 |
|                                                                            | 17,9 | общински път (за селата Ново Янково и Черни връх)                         |
| с. Желъд                                                                   | 19,4 | с. Желъд                                                                  |
| Община Дългопол, Област Варна                                              | 19,9 | Област Варна, Община Дългопол                                             |
| с. Арковна                                                                 | 22,2 | с. Арковна                                                                |
| (за с. Лопушна) общински път, с. Партизани ←                               | 28,1 | с. Партизани                                                              |
| (до гр. Айтос) III-208, 44,1 km ←                                          | 31,2 | ← 44,1 km, III-208 (от с. Ветрино)                                        |